# Buthraupis eximia
Buthraupis eximia е вид птица от семейство Тангарови (Thraupidae), единствен представител на род Cnemathraupis.

## Разпространение
Видът е разпространен във Венецуела, Еквадор, Колумбия и Перу.